# Grupno prvenstvo Splitskog nogometnog podsaveza 1952.
Grupno prvenstvo Splitskog nogometnog podsaveza u sezoni 1952. predstavlja treći rang nogometnog prvenstva Jugoslavije, zbog reorganizacije natjecanja i snivanja podsaveza u odnosu na dotadašnje oblasne odbore nogometnog saveza.

## Sudionici i ljestvice

### I grupa
| mj. | klub        | ut. | pob. | ner. | por | gol+ | gol- | GR | bod. |
| --- | ----------- | --- | ---- | ---- | --- | ---- | ---- | -- | ---- |
| 1.  | Rat Kuna    | 2   | ?    | ?    | ?   | ?    | ?    | ?  | ?    |
| 2.  | Grk Potomje | 2   | ?    | ?    | ?   | ?    | ?    | ?  | ?    |

### II grupa
| mj. | klub              | ut. | pob. | ner. | por | gol+ | gol- | GR | bod. |
| --- | ----------------- | --- | ---- | ---- | --- | ---- | ---- | -- | ---- |
| 1.  | Neretvanac Opuzen | 2   | ?    | ?    | ?   | ?    | ?    | ?  | ?    |
| 2.  | Neretva Metković  | 2   | ?    | ?    | ?   | ?    | ?    | ?  | ?    |

### III grupa
| mj. | klub              | ut. | pob. | ner. | por | gol+ | gol- | GR  | bod. |
| --- | ----------------- | --- | ---- | ---- | --- | ---- | ---- | --- | ---- |
| 1.  | Orkan Dugi Rat    | 8   | 6    | 2    | 0   | 26   | 4    | +22 | 14   |
| 2.  | Iskra Omiš        | 8   | 4    | 3    | 1   | 18   | 11   | +7  | 11   |
| 3.  | Primorac Stobreč  | 8   | 4    | 0    | 4   | 22   | 11   | +11 | 8    |
| 4.  | Mosor Žrnovnica   | 8   | 3    | 1    | 4   | 13   | 15   | -2  | 7    |
| 5.  | Poljičanin Tugare | 8   | 0    | 0    | 8   | 6    | 36   | -30 | 0    |

### IV grupa
| mj. | klub                    | ut. | pob. | ner. | por | gol+ | gol- | GR   | bod. |
| --- | ----------------------- | --- | ---- | ---- | --- | ---- | ---- | ---- | ---- |
| 1.  | Mladost Kaštel Lukšić   | 10  | ?    | ?    | ?   | ?    | ?    | ?    | ?    |
| 2.  | Solin                   | 10  | ?    | ?    | ?   | ?    | ?    | ?    | ?    |
| 3.  | Junak Sinj              | 10  | ?    | ?    | ?   | ?    | ?    | ?    | ?    |
| 4.  | Iskra Kaštel Kambelovac | 10  | ?    | ?    | ?   | ?    | ?    | ?    | ?    |
| 5.  | Omladinac Vranjic       | 9   | 2    | 0    | 7   | 13   | 24   | - 11 | 4    |
| 6.  | Borac Glavice           | 10  | ?    | ?    | ?   | ?    | ?    | ?    | ?    |

### V grupa
| mj. | klub            | ut. | pob. | ner. | por | gol+ | gol- | GR  | bod. |
| --- | --------------- | --- | ---- | ---- | --- | ---- | ---- | --- | ---- |
| 1.  | Naprijed Vis    | 4   | 4    | 0    | 0   | 21   | 1    | +20 | 8    |
| 2.  | Jadran Komiža   | 4   | ?    | ?    | ?   | ?    | ?    | ?   | ?    |
| 3.  | Istok Podšpilje | 4   | ?    | ?    | ?   | ?    | ?    | ?   | ?    |

### VI grupa
| mj. | klub              | ut. | pob. | ner. | por | gol+ | gol- | GR | bod. |
| --- | ----------------- | --- | ---- | ---- | --- | ---- | ---- | -- | ---- |
| 1.  | Lavčević Split    | 4   | ?    | ?    | ?   | ?    | ?    | ?  | ?    |
| 2.  | Hajduk Vela Luka  | 4   | ?    | ?    | ?   | ?    | ?    | ?  | ?    |
| 3.  | Željezničar Split | 4   | ?    | ?    | ?   | ?    | ?    | ?  | ?    |

### VII grupa
| mj. | klub             | ut. | pob. | ner. | por | gol+ | gol- | GR | bod. |
| --- | ---------------- | --- | ---- | ---- | --- | ---- | ---- | -- | ---- |
| 1.  | Rudar Siverić    | 6   | ?    | ?    | ?   | ?    | ?    | ?  | ?    |
| 2.  | Jadran Šibenik   | 6   | ?    | ?    | ?   | ?    | ?    | ?  | ?    |
| 3.  | SOŠK Skradin     | 6   | ?    | ?    | ?   | ?    | ?    | ?  | ?    |
| 4.  | Prvoborac Vodice | 6   | ?    | ?    | ?   | ?    | ?    | ?  | ?    |

### VIII grupa
| mj. | klub             | ut. | pob. | ner. | por | gol+ | gol- | GR | bod. |
| --- | ---------------- | --- | ---- | ---- | --- | ---- | ---- | -- | ---- |
| 1.  | Arbanasi Zadar   | 2   | ?    | ?    | ?   | ?    | ?    | ?  | ?    |
| 2.  | Primorac Biograd | 2   | ?    | ?    | ?   | ?    | ?    | ?  | ?    |

## Poveznice
- Liga Splitskog nogometnog podsaveza 1952.